# Baktalórántháza
Baktalórántháza är en stad och kommun i distriktet Baktalórántháza i provinsen Szabolcs-Szatmár-Bereg i östra Ungern. Den ligger cirka 27,5 kilometer öster om Nyíregyháza. Kommunen har 3 554 invånare (2024), på en yta av 35,24 km².